# Reserva da Biosfera de El Vizcaíno
A Reserva da Biosfera de El Vizcaíno localiza-se numa região próximo da Baía Sebastián Vizcaíno, de que faz parte Guerrero Negro e abrangendo as Lagoas de Ojo de Liebre e San Ignacio, sendo considerada a maior reserva natural da América Latina. Estas lagoas constituem o habitat das baleias cinzenta e azul, entre outros animais marinhos  e também de aves. Ao redor da área protegida o ambiente é árido.
Os Cochimi foram os primeiros a habitar esta região em 11.000 anos, eram nómadas que vieram do norte da América. Estes nómadas viveram em protecção, nas cavernas da Serra de São Francisco. Aí ainda é possível ver a arte rupestre dos Cochimi.